# Laudonov gaj
Laudonov gaj, na rubu Krbavskog polja nedaleko od Bunića, nasad je bora i hrasta na živome pjesku od 1965. godine posebni rezervat šumske vegetacije.

## Opis
Godine 1746. kumpanijski zapovjednik u Buniću, a kasnije austrijski feldmaršal Gideon Laudon naredio je da se živi pijesci pošume kako ne bi nanosili štetu poljoprivredi. Kasnije za vrijeme Vojne uprave nasadi su proširivani crnim borom, metlikom i bagremom. Laudonov gaj prostire se na 700 hektara. Od toga je pod crnim borom 310 hektara, a pod hrastom 340 hektara. Ukupno je 518 starih stabala hrasta lužnjaka. Nasad je vrijedan i značajan ostatak hrastove šume s obilježjima sekundarne hrastove prašume. U posebnom rezervatu su i dvije veće lokve koje su stanište strogo zaštićenog velikog vodenjaka (Triturus carnifex). Posebnim rezervatom šumske vegetacije upravlja Javna ustanova za zaštitu i očuvanje prirode Ličko-senjske županije.